# Rhegmatophila ricchelloi
Rhegmatophila ricchelloi är en fjärilsart som beskrevs av Hartig 1939. Rhegmatophila ricchelloi ingår i släktet Rhegmatophila och familjen tandspinnare. Inga underarter finns listade.